# Cerro Juncal
El Cerro Juncal o Nevado Juncal es un cerro de los Andes Centrales. Se encuentra ubicado en la frontera de Chile (Región Metropolitana de Santiago) y Argentina  y también en el (límite entre las regiones de Valparaíso y Metropolitana), en cuyo territorio se encuentra la cumbre.
En sus faldas se encuentran los glaciares Juncal Sur, Juncal Norte, Colgante norte, que entre otros, alimentan a los ríos Juncal y Olivares.
El primer ascenso por el glaciar colgante y quinto absoluto fue obra de los miembros del Club Alemán Andino de Santiago Wolfgang Förster, Eberhard Meier, Ludwig Krahl y Wilhelm Niehaus en 1951.

Glaciares sobre el cerro Juncal.

## Altura
Hasta el año 2010 a esta montaña se le dio una altura de 6110 m s. n. m.; esta cifra se remonta a Robert Helbling, que llevó a cabo entre 1908 y 1918 las primeras medidas del macizo, la cual fue luego confirmada en 1956 por Luis Lliboutry en su descripción de los Andes centrales. Sin embargo, los datos de altura dados por Lliboutrys, son muy imprecisos, y las desviaciones de hasta 500 metros de los mapas oficiales actuales son frecuentes. Además, triangular la zona de la cumbre del Juncal es difícil, y esta área permaneció sin asignar durante mucho tiempo en los mapas oficiales. Desde el año 2010, el IGM de Chile le otorga a esta cumbre una altitud de 5953 m s. n. m., y el IGN argentino una altura de 5965 m s. n. m.

## Glaciares
El inventario público de glaciares de Chile 2022 consigna varios glaciares con el nombre "Juncal":
1. Cuatro en la Región de Valparaíso que derraman sus deshielos en la cuenca del río Aconcagua.
  1. Juncal Norte A, un glaciar de valle con un área de 7,4 km² de hielo
  2. Juncal Norte B, un glaciar de montaña con 0,6 km² de hielo
  3. Juncal Norte C, un glaciarete de 0,012 km²
  4. Juncal Norte D, un glaciarete de 0,003 km²
2. Uno en la Región Metropolitana de Santiago que descarga en la cuenca del río Maipo
  1. Juncal Sur, un glaciar de valle de 24,5 km² de hielo